# Sally Home
Sally Home (27 de septiembre de 1930 – 3 de marzo de 1992) fue una actriz inglesa.

## Biografía
Su nombre completo era Mary Sally Home, y nació en Southsea, un suburbio de Portsmouth, Inglaterra. 
Entre sus papeles teatrales figura el de Carla en la obra de Robert Muller Night Conspirators, en la que actuó junto a Peter Wyngarde tanto en la emisión televisiva de la pieza como en su representación en los Teatros del West End y en gira. En 1965 trabajó en Londres en The Cavern (de Jean Anouilh), junto a Alec McCowen, Griffith Jones, Geoffrey Bayldon y Siobhan McKenna, y en 1971 en la pieza de Noël Coward Tonight at 8.30, en esta ocasión con Millicent Martin.
En su faceta radiofónica fue Claire Nash en la serie de BBC Radio 2 Waggoners' Walk.
Home trabajó también en variadas producciones televisivas a partir de los años 1960, principalmente de carácter dramático, aunque también grabó comedias. En 1969 actuó en una miniserie de BBC TV adaptación de la obra de Charles Dickens Dombey e hijo, en la cual tuvo dos papeles, los de Edith Dombey y Alice Marwood.
Home conoció al actor George Baker cuando ambos actuaban en la serie televisiva Rupert of Hentzau en 1964, y ambos se casaron diez años después. Tuvieron una hija. Home falleció en 1992 en Devizes, Inglaterra.

## Filmografía (selección)
- 1960 : BBC Sunday-Night Play (serie TV), episodio Aren't We All?
- 1960 :	BBC Sunday-Night Play (serie TV), episodio The Fanatics
- 1961 :	The Cheaters (serie TV), episodio The Weasel
- 1962 :	BBC Sunday-Night Play (serie TV), episodio Charley was my darling
- 1963 :	ITV Play of the Week (serie TV), episodio The Teachers
- 1963 :	Julius Caesar (serie TV)
- 1964 :	Rupert of Hentzau (serie TV)
- 1964 : Crane (serie TV), episodio A Danger to Others
- 1967 :	Witch Hunt (serie TV)
- 1967 : Play of the Month (serie TV), episodio The Moon and Sixpence
- 1969 :	Dombey and Son (miniserie TV)
- 1972 :	New Scotland Yard (serie TV), episodio Papa Charlie
- 1972 :	The Fenn Street Gang (serie TV), episodios Who's Minding the Shop?,  The Lady with the Lamp y Dypsomania on Sea
- 1973 :	New Scotland Yard, episodio Monopoly
- 1974 :	Death or Glory Boy (serie TV), episodio Early Breakfast
- 1975 :	Nightingale's Boys (serie TV), episodio A.J.
- 1977 :	Marie Curie (miniserie TV)
- 1977-1978 : Wings (serie TV), episodio New Deal y Transfer
- 1979 : BBC Television Shakespeare (serie TV), episodio The Famous History of the Life of King Henry the_Eight
- 1980 : Holding the Fort (serie TV), episodio Jumping the Gun
- 1987 : American Playhouse (serie TV), episodio Suspicion
- 1991 :	4 Play (serie TV), episodio Deptford Graffiti